# Lista celor mai înalți munți din SUA
Listă de cei mai înalți munți din SUA, pentru fiecare din state
| Statul         | Vârful                     | Regiunea                        | Înălțime în m |
| -------------- | -------------------------- | ------------------------------- | ------------- |
| Alabama        | Cheaha Peak                | Talladega Mountains             | 726           |
| Alaska         | McKinleyMount McKinley     | Munții Alaska                   | 6.194         |
| Arizona        | Humphreys Peak             | San Francisco Peaks             | 3.829         |
| Arkansas       | MagazineMount Magazine     | Magazine Mountains              | 840           |
| Colorado       | ElbertMount Elbert         | Sawatch Range                   | 4.401         |
| Connecticut    | FrissellMount Frissell     | Taconic Mountains               | 725           |
| Delaware       | Ebright Azimuth            |                                 | 136,5         |
| Florida        | Britton Hill               | Florida Ridge Hills             | 105           |
| Georgia        | Brasstown Bald             | Blue Ridge Mountains            | 1.458         |
| Hawaii         | Pu'u Wekiu                 | Mauna Kea                       | 4.205         |
| Idaho          | Borah Peak                 | Lost River Range                | 3.861         |
| Illinois       | Charles Mound              |                                 | 376           |
| Indiana        | Hoosier Hill               |                                 | 383           |
| Iowa           | Hawkeye Point              |                                 | 510           |
| California     | WhitneyMount Whitney       | Sierra Nevada                   | 4.421         |
| Kansas         | SunflowerMount Sunflower   |                                 | 1.231         |
| Kentucky       | Black Mountain             | Cumberland Mountains            | 1.263         |
| Louisiana      | DriskillMount Driskill     |                                 | 163           |
| Maine          | KatahdinMount Katahdin     | Appalachen                      | 1.606         |
| Maryland       | Hoye-Cest                  | Backbone Mountain               | 1.020         |
| Massachusetts  | GraylockMount Graylock     | Taconic Mountains               | 1.064         |
| Michigan       | ArvonMount Arvon           | Huron Mountains                 | 603           |
| Minnesota      | Eagle Mountain             | Misquah Hills                   | 701           |
| Mississippi    | Woodall Mountain           | Appalachen                      | 246           |
| Missouri       | Taum Sauk Mountain         | Saint Francois Mountains        | 540           |
| Montana        | Granite Peak               | Beartooth Mountains             | 3.904         |
| Nebraska       | Panorama Point             |                                 | 1.654         |
| Nevada         | Boundary Peak              | White Mountains (California)    | 4.007         |
| New Hampshire  | WashingtonMount Washington | White Mountains (New Hampshire) | 1.917         |
| New Jersey     | High Point                 | Appalachen                      | 550           |
| New Mexico     | Wheeler Peak               | Sangre de Cristo Range          | 4.011         |
| New York       | MarcyMount Marcy           | Adirondack Mountains            | 1.629         |
| North Carolina | [[]]Mount Mitchell         | Blue Ridge Mountains            | 2.037         |
| North Dakota   | White Butte                |                                 | 1.069         |
| Ohio           | Campbell Hill              | Logan Hills                     | 472           |
| Oklahoma       | Black Mesa                 |                                 | 1.516         |
| Oregon         | HoodMount Hood             | Kaskadenkette                   | 3.425         |
| Pennsylvania   | DavisMount Davis           | Allegheny Mountains             | 979           |
| Rhode Island   | Jerimoth Hill              |                                 | 247           |
| South Carolina | Sassafras Mountain         | Blue Ridge Escarpment           | 1.085         |
| South Dakota   | Harney Peak                | Black Hills                     | 2.207         |
| Tennessee      | Clingmans Dome             | Great Smoky Mountains           | 2.025         |
| Texas          | Guadelupe Peak             | Guadalupe Mountains             | 2.667         |
| Utah           | Kings Peak                 | Uinta Mountains                 | 4.123         |
| Vermont        | MansfieldMount Mansfield   | Green Mountains                 | 1.339         |
| Virginia       | RogersMount Rogers         | Blue Ridge Mountains            | 1.746         |
| Washington     | RainierMount Rainier       | Kaskaden-Kette                  | 4.392         |
| West Virginia  | Spruce Knob                | Allegheny Mountains             | 1.482         |
| Wisconsin      | Timms Hill                 |                                 | 595           |
| Wyoming        | Gannett Peak               | Wind River Range                | 4.207         |